# تشارلز لويس (لاعب كريكت)
تشارلز لويس (بالإنجليزية: Charles Lewis)‏ (و. 1852 – 1923 م) هو لاعب كريكت، ولاعب اتحاد الرغبي، وحكم اتحاد الرغبي ‏ بريطاني، مركز لعبه هو ظهير ‏، توفي عن عمر يناهز 71 عاماً.

## التعليم
تعلم في كلية يسوع
.

## روابط خارجية
- تشارلز لويس على موقع إي آس بي آن كريك إنفو (الإنجليزية)
- تشارلز لويس عل موقع إسبنسكروم (الإنجليزية)